# Festuca punctoria
Festuca punctoria är en gräsart som beskrevs av James Edward Smith. Festuca punctoria ingår i släktet svinglar, och familjen gräs. Inga underarter finns listade i Catalogue of Life.